# Un subterráneo llamado Moebius
Un subterráneo llamado Moebius es un cuento corto de ciencia ficción escrito por el astrónomo estadounidense Armin Joseph Deutsch en 1950. Imagina los resultados de aumentar la complejidad del sistema de transporte urbano de la ciudad de Boston (el Boston MTA, actualmente MBTA) con una nueva interconexión. Ha sido recopilada en antologías desde su publicación original, y fue nominada a un premio Retro Hugo en 2001, quedando en cuarto lugar en la votación final.

## Trama
Poco después de la apertura de una nueva vía conocida como Boylston Shuttle, el tren número 86 de la MTA de Boston desaparece. Whyte, el administrador del sistema, no puede explicar su desaparición ni explicar el hecho de que el sistema actúa como si todavía estuviera allí, extrayendo energía y haciendo que las señales funcionen automáticamente, a veces a millas de distancia.
Le corresponde al matemático profesor Roger Tupelo de Harvard intentar una explicación. Aunque él mismo no es topólogo, cree que la nueva conexión del transbordador hizo que la complejidad topológica del sistema aumentara hasta el punto en que la conectividad se volvió infinita. El tren ahora está funcionando en una dimensión adicional de espacio y tiempo. Desafortunadamente, el único matemático que podría entender el problema, el Prof. Turnbull del MIT, no se le puede ubicar y es casi seguro que estaba en el tren cuando desapareció.
Los intentos por encontrar el tren son inútiles. Tupelo advierte que cerrar el nuevo transbordador evitará que el tren vuelva a aparecer. Pasan diez semanas. Se contratan topólogos famosos para analizar el problema, pero solo logran estar en desacuerdo entre ellos. La ciudad se prepara para defender múltiples demandas y lidiar con las investigaciones del gobierno federal.
Un día, después de reanudar con cautela el propio MTA, Tupelo se da cuenta de que está en el tren perdido y que no ha pasado el tiempo para los pasajeros. Deteniendo el tren en un túnel, le dice al conductor que lo lleve a un teléfono para que pueda contactar a Whyte. Sin embargo, es demasiado tarde. Otro tren ya ha desaparecido.

## Historial de publicaciones
"A Subway Named Mobius" apareció por primera vez en Astounding Science Fiction en diciembre de 1950. Se antologizó por primera vez en 1952 y se volvió a publicar como "Non-Stop" en Argosy en el Reino Unido en 1953. En 2001 fue nominado a un premio Retro Hugo, quedando 4º.

## Adaptaciones
La historia fue la base de la película argentina de 1996 Moebius, con el escenario cambiado a Buenos Aires.